# Ghana na Letnich Igrzyskach Olimpijskich 1964
Ghanę na Letnich Igrzyskach Olimpijskich 1964 reprezentowało 33 zawodników: 30 mężczyzn i 3 kobiety. Był to 3. start reprezentacji Ghany na letnich igrzyskach olimpijskich. Jedynym medalistą był zdobywca brązowego medalu, bokser Eddie Blay.

## Skład kadry

### Boks
Mężczyźni
- Sulley Shittu - waga musza - 9. miejsce
- Isaac Aryee - waga kogucia - 9. miejsce
- Sammy Lee Amekudji - waga lekka - 17. miejsce
- Eddie Blay - waga lekkopółśrednia - 3. miejsce
- Eddie Davies - waga lekkośrednia - 5. miejsce
- Joe Darkey - waga średnia - 5. miejsce
- Thomas Arimi - waga lekkociężka - 9. miejsce

### Lekkoatletyka
Mężczyźni
- Stanley Allotey - 100 metrów - odpadł w ćwierćfinałach
- Michael Ahey - 100 metrów - odpadł w ćwierćfinałach
- Michael Okantey - 200 metrów - odpadł w eliminacjach
- James Addy - 400 metrów - odpadł w półfinałach
- Ebenezer Quartey - 400 metrów - odpadł w ćwierćfinałach
- Eric Amevor - 1500 metrów - odpadł w eliminacjach
- Michael Okantey, Michael Ahey, Ebenezer Addy, Stanley Allotey - 4 × 100 metrów - odpadli w półfinałach
- James Addy, Brobbey Mensah, Sam Bugri, Ebenezer Quartey - 4 × 400 metrów - odpadli w eliminacjach
- Michael Ahey - skok w dal - 7. miejsce

Kobiety
- Rose Hart

100 metrów - odpadła w ćwierćfinłach
80 metrów przez płotki - odpadła w półfinałach
- Christiana Boateng - 100 metrów - odpadła w eliminacjach
- Alice Annum - skok w dal - 29. miejsce

### Piłka nożna
- Ben Acheampong, Charles Addo-Odametey, Edward Acquah, Edward Aggrey-Fynn, Edward Dodoo-Ankrah, Emmanuel Kwesi Nkansah, Emmanuel Oblitey, Joseph Agyemang-Gyau, Kofi Osei, Kofi Pare, Mohammadu Salisu, Sam Acquah, Samuel Okai, Willie Mfum - 7. miejsce